# Karen Halverson
Karen Halverson (nascida em 1941) é uma fotógrafa americana.

## Educação
Ela recebeu um diploma de bacharelato em filosofia pela Universidade de Stanford em 1963. Em 1965, recebeu um diploma de MA em História das Ideias pela Brandeis University, seguido por um MA em Antropologia pela Columbia University em 1975.

## Publicações
- Jusante: Encontros com o Rio Colorado. University of California Press, 2008.ISBN 978-0520253469.

## Colecções
- Museu Brooklyn[2]
- Museu Getty[1]
- Museu de Arte do Condado de Los Angeles[3]
- Museu de Arte de Milwaukee[4]
- Museu de Belas Artes, Houston[5]
- Museu Smithsoniano de Arte Americana[6]